# Vantage
Vantage ist ein census-designated place (CDP) im Kittitas County im US-Bundesstaat Washington. Zum United States Census 2010 hatte Vantage 74 Einwohner.

## Geographie
Vantage liegt am Columbia River. Nach dem United States Census Bureau nimmt der CDP eine Gesamtfläche von 0,8 Quadratkilometern ein, worunter keine Wasserflächen sind. Die ursprüngliche Ortslage von Vantage wurde vom Columbia River überflutet, als der Bau des Wanapum Dam begann.

## Geschichte
Das Gebiet um das heutige Vantage war in prähistorischer Zeit von den Wanapum-Indianern besiedelt. Eine Reihe von gut erhaltenen Felsbildern wurden an den Kliffhängen über dem Columbia River gefunden. Die Wanapum nutzten das in der Gegend weit verbreitete versteinerte Holz für Pfeilspitzen und andere Werkzeuge. Die Fundorte der Petroglyphen wurden nach dem Bau der Staumauer vom Wanapum Lake überflutet. Etwa 60 der mehr als 300 Feldbilder wurden aus dem Basalt herausgeschnitten und so bewahrt. Der nahegelegene Ginkgo Petrified Forest State Park schützt einen der ungewöhnlichsten fossilen Wälder der Welt; er wurde 1965 als National Natural Landmark dem National Park Service unterstellt.
Im frühen 20. Jahrhundert benötigten die Einwohner des nahen Ellensburg eine direktere Verkehrsverbindung in Richtung Osten. So wurde 1914 eine Auto-Fähre über den Columbia River bei Vantage eingerichtet. Als Fährboot diente ein kleiner Prahm mit hölzernen Rampen an jedem Ende, der nur zwei Autos gleichzeitig über den Fluss bringen konnte. Nachdem mehrere Autos (einige von ihnen samt Insassen) über Bord gegangen waren, beschloss das State Highway Department den Bau einer Brücke über den Columbia.
Die 1.640 ft (500 m) lange Vantage Bridge wurde 1927 eröffnet. Dies war eine bedeutende Verbindung zum Primary State Highway 2 („Sunset Highway“, heute Interstate 90), der Haupt-Ost-West-Querung im Washington jener Zeit. Beim Bau wurden komprimierte Senkkästen 70 ft (21 m) unter dem Flussbett mit Hilfe von Druckschleusen eingebracht. Bei Fertigstellung hatte die Brücke eine lichte Höhe von 70 ft (21 m) über dem Fluss.
Diese freitragende Brücke wurde bis 1962 genutzt und dann durch die heutige Konstruktion ersetzt. Die Original-Brücke wurde abgebaut und am Snake River bei Lyons Ferry wieder aufgebaut, wo sie auch heute noch steht und als eine der ältesten Stahl-Kragträger-Brücken in Washington im National Register of Historic Places aufgeführt ist.
Mit der Fertigstellung des Wanapum Dam in den frühen 1960er Jahren wurde der Ort hügelaufwärts versetzt, wo er heute oberhalb der Uferlinie liegt.

### Klima
|                        | Jan    | Feb    | Mär    | Apr   | Mai   | Jun   | Jul   | Aug   | Sep   | Okt    | Nov    | Dez    |   |        |
| Mittl. Temperatur (°C) | 0,56   | 3,06   | 7,50   | 11,39 | 16,11 | 20,00 | 23,89 | 23,06 | 17,78 | 10,83  | 4,44   | −0,83  | ⌀ | 11,5   |
| Mittl. Tagesmax. (°C)  | 20,56  | 21,67  | 27,78  | 35,56 | 40,56 | 42,78 | 45,00 | 46,11 | 39,44 | 31,67  | 23,89  | 21,11  | ⌀ | 33,1   |
| Mittl. Tagesmin. (°C)  | −33,33 | −31,11 | −16,11 | −6,11 | −4,44 | 1,11  | 5,00  | 3,89  | −3,33 | −12,78 | −28,33 | −28,33 | ⌀ | −12,7  |
|                        |        |        |        |       |       |       |       |       |       |        |        |        |   |        |
| Niederschlag (mm)      | 23,37  | 16,51  | 18,03  | 14,48 | 12,95 | 14,99 | 6,86  | 4,57  | 8,13  | 15,24  | 27,43  | 29,97  | Σ | 192,53 |

| −33,33 |

| −31,11 |

| −16,11 |

| −6,11 |

| −4,44 |

| 1,11 |

| 5,00 |

| 3,89 |

| −3,33 |

| −12,78 |

| −28,33 |

| −28,33 |

| −33,33 |

| −31,11 |

| −16,11 |

| −6,11 |

| −4,44 |

| 1,11 |

| 5,00 |

| 3,89 |

| −3,33 |

| −12,78 |

| −28,33 |

| −28,33 |

## Demographie
Nach der Volkszählung von 2000 gab es in Vantage 70 Einwohner, 25 Haushalte und 20 Familien. Die Bevölkerungsdichte betrug 84,5 pro km². Es gab 39 Wohneinheiten bei einer mittleren Dichte von 47,1 pro km².
Die Bevölkerung bestand zu 22,86 % aus Weißen, zu 1,43 % aus Pazifik-Insulanern, zu 2,86 % aus anderen „Rassen“ und zu 11,43 % aus zwei oder mehr „Rassen“. Hispanics oder Latinos „jeglicher Rasse“ bildeten 84,29 % der Bevölkerung. Außerdem leben etwa 2.000 Saisonarbeiter der Landwirtschaft im Gebiet Vantage, etwa 72,8 % sind Migranten.
Von den 25 Haushalten beherbergten 28 % Kinder unter 18 Jahren, 68 % wurden von zusammen lebenden verheirateten Paaren, 4 % von alleinerziehenden Müttern geführt; 20 % waren Nicht-Familien. 20 % der Haushalte waren Singles; es gab keine alleinstehenden über 65-jährige Personen. Die durchschnittliche Haushaltsgröße betrug 2,8 und die durchschnittliche Familiengröße 3,25 Personen.
Der Median des Alters in der Stadt betrug 36 Jahre. 24,3 % der Einwohner waren unter 18, 15,7 % zwischen 18 und 24, 21,4 % zwischen 25 und 44, 32,9 % zwischen 45 und 64 und 5,7 65 Jahre oder älter. Auf 100 Frauen kamen 105,9 Männer, bei den über 18-Jährigen waren es 103,8 Männer auf 100 Frauen.
Alle Angaben zum mittleren Einkommen beziehen sich auf den Median. Das mittlere Haushaltseinkommen betrug 26.250 US$, in den Familien waren es 43.750 US$. Männer hatten ein mittleres Einkommen von 26.250 US$ gegenüber US$ bei Frauen. Das Pro-Kopf-Einkommen betrug 17.605 US$.

## Wirtschaft
Es gibt mehrere Tankstellen, zwei Restaurants und einen privaten Campingplatz mit Wohnmobilstandplätzen in Vantage. Die Wild Horse Wind Farm, Eigentümerin ist die Puget Sound Energy, liegt auf den Berggraten nahe Vantage.

## Tourismus
Vantage dient als Basis für die Besucher des nahegelegenen Gorge Amphitheatre. Außerdem ist es durch den Ginkgo Petrified Forest State Park und sein angrenzendes Wanapum Recreational Area mit seinen Möglichkeiten für Felskletterer bekannt.
Klettern ist eine der beliebteren Formen der Erholung in der Gegend; es wird meist im Echo Basin (oft mit der Frenchman Coulee verwechselt, dem Becken unmittelbar nördlich des Echo Basin auf der anderen Seite des alten Vantage Highway) an den Basaltsäulen, die typisch für Wüsten-Härtlinge sind, betrieben. Die Kletterer kommen mindestens seit den 1950er/ 1960er Jahren in das Gebiet, das jedoch nicht vor den 1980ern populär wurde. Damit verbunden war ein starker Anstieg im Routenausbau. Heute sind mehr als 400 Kletterrouten im Gebiet etabliert (sowohl traditionell gesicherte als auch Boulder-Routen), die in der Schwierigkeitsklassen von 5.0 … 5.13c reichen und die Besucher das ganze Jahr über anziehen.